# Гойнкис, Павел Густавович
Павел Густавович Го́йнкис (1889—1961) — инженер-кораблестроитель, создатель скоростного торпедного катера проекта 183, основатель Тюменского судостроительного завода, технический директор Адмиралтейского завода, Дальзавода, лауреат Сталинской премии, кандидат технических наук.

## Биография
Павел Густавович Гойнкис (Пауль Генрих) родился 20 октября (1 ноября) 1889 года в городе Сосновец (ныне Силезское воеводство, Польша) в семье немецкого коммерсанта Генриха Гойнкиса и его жены Матильды (урождённой Майвальд). В 9 лет Павел осиротел и воспитывался опекуном. В 1907 году окончил реальное училище в Варшаве и поступил в Морское инженерное училище в Кронштадте.

### Служба в Российском Императорском флоте
В 1911 году был произведён в корабельные гардемарины-судостроители. В том же году, после окончания училища был произведён в подпоручики и назначен младшим помощником судостроителя в аварийные доки Кронштадтского порта. В 1912 году был направлен корабельным инженером на завод «Руссуд» в Николаев, где участвовал в постройке линейных кораблей типа «Императрица Мария».
9 октября 1913 года поступил в Николаевскую морскую академию, но с началом Первой мировой войны, в 1914 году был откомандирован на судоремонтные заводы в Свеаборг и Гельсингфорс, а затем в Кронштадт. 30 ноября 1915 года был награждён орденом Святого Станислава 3 степени. 1 декабря 1915 года был назначен портовым корабельным инженером Архангельского порта, где в судо-ремонтных мастерских руководил работами по вооружению гражданских судов артиллерией. 6 декабря 1915 года был произведён в чин штабс-капитана Корпуса корабельных инженеров. Зимой 1916 года в течение 9 дней провёл уникальную судоремонтную операцию по смене лопастей гребного винта ледореза «Канада» (переименован в «Фёдор Литке») при помощи спроектированного им за одну ночь специального кессона. Ранее, для проведения данного ремонта, ледорез предлагали отправить на ремонт в заграничный док. Общество корабельных инженеров за это изобретение присудило Гойнкису специальную премию. В августе 1916 года вернулся в Петроград и продолжил учёбу в Николаевской морской академии.

### В советское время
С 1917 года работал помощником инспектора классов Морского инженерного училища. В апреле 1918 года окончил академию и назначен по рекомендации кораблестроителя И. Г. Бубнова деканом кораблестроительного факультета Морского инженерного училища. В училище также преподал курс теории корабля и одновременно с октября 1918 года возглавлял судостроительное конструкторское бюро Балтийского завода.
С 1920 года преподавал в Морской академии. Помогал академику А. Н. Крылову читать курсы математики и теории корабля. В 1928—1930 года был заведующим кафедрой военного кораблестроения.
До 1929 года, параллельно с преподавательской деятельностью, работал главным инженером Балтийского завода. На заводе организовал опытное производство электросварных балок, что позволило в 1931 году впервые создать электросварные переборки для подводных лодок. Руководил на заводе постройкой дизельных буксиров, барж, лихтеров для Северного морского пути, ремонтом кораблей Балтийского флота, постройкой первых советских лесовозов типа «Товарищ Красин» и пассажирских теплоходов.
В 1928 году был командирован в Тюмень, где под его руководством на реке Тура была построена сборочная верфь, на которой по предложению Гойнкиса началась сборка лихтеров из готовых корпусных деталей, привозимых по железной дороге из Ленинграда. Верфь дала начало созданию Тюменского судостроительного завода, основателем которого считается Гойнкис. В 1929—1930 годах работал техническим директором Адмиралтейского завода в Ленинграде, на котором в то время строились суда-рефрижераторы, буксиры и первые торпедные катера.
2 октября 1930 года был арестован по делу о так называемой «Промпартии». 30 апреля 1931 года приговорён к высшей мере наказания с заменой на 10 лет лагерей. Во время заключения работал в ОКТБ-2 ОГПУ на Балтийском заводе, занимался техническими разработками по железнодорожной транспортировке подводных лодок типа «Щука» на Дальний Восток. 2 января 1932 года заключение было заменено условным осуждением. (Реабилитирован 16 октября 1964 года ВК ВС СССР).
В феврале 1932 года был назначен в составе комиссии при выборе площадки для строительства судостроительного завода в селе Пермское-на-Амуре, затем был направлен в Хабаровск, где работал заместителем управляющего по механической части Объединения дальневосточных судостроительных заводов «Востоксоюзверфь».
С 1933 года работал техническим директором Дальзавода во Владивостоке. В 1934 году за успешное выполнение задания по строительству кораблей для Тихоокеанского флота был награждён орденом Трудового Красного Знамени. В 1935—1936 годах Гойнкис был главным инженером Главного управления морского судостроения (Главморпром), защитил диссертацию и получил степень кандидата технических наук.
29 марта 1936 года приказом Наркомата тяжёлой металлургии его вновь перевели работать на Дальний Восток главным инженером и заместителем директора Амурского судостроительного завода в Комсомольске-на-Амуре. На заводе в это время строились первая подводная лодка серии Л-11 и лидер эскадренных миноносцев «Киев» (в 1940 году переименован в «Баку») проекта 38. Секции корпуса лидера, изготовленные на судостроительном заводе № 198 в Николаеве, по железной дороге и водным транспортом доставлялись в Комсомольск-на-Амуре. Гойнкис для ускорения сроков постройки корабля предложил устанавливать турбины и валопроводы непосредственно на горизонтальных стапелях, а не по традиционной технологии, после спуска корабля на воду. Руководство завода сомневалось в правильности этого решения и обратилось в НИИ кораблестроения за заключением. Главный инженер взял всю ответственность на себя и реализовал своё предложение, что существенно сократило общее время постройки корабля.
11 июля 1938 года, за две недели до спуска лидера эсминцев на воду, Гойнкис был арестован по сфабрикованному обвинению и приговорён к 10 годам заключения. В спецтюрьме № 8 при ленинградской тюрьме «Кресты» заключенный Гойнкис работал в корабельном конструкторском отделении (ОКБ-172) главным конструктором проекта лёгкого крейсера, затем приступил к разработке проекта мореходного торпедного катера дальнего действия проекта Д-4,. В августе 1941 года П. Г. Гойнкис, вместе с заключёнными шарашки был эвакуирован сначала на судостроительный завод № 340 в Зеленодольск, а затем работал в особых технических бюро (ОТБ) в Болшево и Молотовске. В заключении создал несколько проектов новых боевых кораблей: малого противолодочного корабля проекта 199, торпедных катеров проекта 183, проекта 360. Освобождён был из заключения в июле 1948 года.
С осени 1948 года работал в конструкторском бюро ленинградского завода № 5 Министерства судостроительной промышленности (с 1949 года специальное конструкторское бюро № 5 (СКБ-5), с 1967 года — ЦМКБ «Алмаз»). Разработал проект и наладил серийное производство торпедных катеров дальнего действия проекта 183Т с газовой турбиной. В конце 50-х годов под руководством главного конструктора ЦКБ-5 (с 1967 года — ЦМКБ «Алмаз») П. Г. Гойнкиса был создан проект большого торпедного катера проекта 206 типа «Шершень» со стальным корпусом.
Гойнкис являлся автором работ по непотопляемости подводных лодок. В 1924 году было выпущено написанное им учебное пособие «Теория корабля: Качка», а в 1927 году — «Гребные винты».
Умер 21 марта 1961 года. Похоронен в Ленинграде на Большеохтинском кладбище. По дате смерти спорные сведения — в разных источниках указываются — 1959, 1960 или 1961 годы. Большинство исследователей придерживаются даты 21 марта 1961 года.

## Награды и премии
Российской империи:
- орден Святого Станислава III степени (30 ноября 1915);
- светло-бронзовая медаль «В память 300-летия царствования дома Романовых» (1913).

Советские:
- два ордена Трудового Красного Знамени (1929, 1952);
- Сталинская премия второй степени (1951) — за работу в области судостроения (серийное производство торпедных катеров дальнего действия проекта 183Т с газовой турбиной).